# 神大寺中央公園
神大寺中央公園(かんだいじちゅうおうこうえん)は、神奈川県横浜市神奈川区神大寺に所在する公園である。NPO法人こらぼネット・かながわによって運営される子供向けログハウス、「こどもログハウストムソーヤ」という施設も併設されている。

## こどもログハウストムソーヤ
こらぼネット・かながわと神奈川区の共同事業で、2階建ての「こどもログハウストムソーヤ」という施設が運営されている。１階には読書コーナー、粘土コーナーなど、２階部分にはアスレチック、地下には地下迷路もある。また２階からすべり台が降りてきている。また、対象は小学生までである。
「神大寺中央公園こどもログハウス管理業務仕様書」によると、施設内容を「遊具を備えた活発なスペース、読書等ができる静かなコーナー、工作等ができるエントランスコーナー、ログハウスボランティアのコーナー、トイレ、水飲み場、手洗い場、小屋根裏スペース、地下迷路など」としている。

## 複合遊具
ログハウス正面のテラスの目の前にある。雲梯、すべり台、吊り橋などで構成される。

## その他
- 野球場

少年野球の練習、試合などに使われている。
- 噴水

数本の柱の先にスプリンクラーのようなものがついており、そこから噴き出すように水が出ている。